# Zemský okres Düren
Zemský okres Düren (německy Kreis Düren) je zemský okres v německé spolkové zemi Severní Porýní-Vestfálsko, ve vládním obvodu Kolín nad Rýnem. Sídlem správy zemského okresu je město Düren. Má přibližně 265 tisíc obyvatel. 

## Města a obce
| Města: 1. Düren 2. Heimbach 3. Jülich 4. Linnich 5. Nideggen | Obce: 1. Aldenhoven 2. Hürtgenwald 3. Inden 4. Kreuzau 5. Langerwehe 6. Merzenich 7. Niederzier 8. Nörvenich 9. Titz 10. Vettweiß |